# Армида, драма одной невесты
«Армида, драма одной невесты» (итал. Armida, il dramma di una sposa) — итальянский художественный фильм 1970 года, режиссёрский дебют Бруно Маттеи. Картина снята в жанре мелодрамы. Продолжительность составляет 83 минуты. Премьера состоялась 3 февраля.

## Сюжет
Солдат Алессио не в состоянии выдержать ужасов войны и сбегает из своего подразделения. Он встречает молодую женщину Армиду и та влюбляется в него. Армида прячет Алессио в своём доме, где живут также её муж и кузина Лиза. Между Алессио и Армидой завязываются тайные отношения. Но и Лиза влюбляется в дезертира, однако тот отвергает её. Лиза начинает ненавидеть Армиду.

## В ролях
- Франка Паризи[итал.] — Армида
- Франко Риччи[итал.] — Алессио
- Мария Кириакис — Лиза